# One Day Like This
One Day Like This is een nummer van de Britse band Elbow uit 2008, heruitgegeven in 2009. Het is de tweede single van hun vierde studioalbum The Seldom Seen Kid uit 2008.

## Achtergrond
"One Day Like This" is een nummer vol verliefdheid, want daar haalde zanger Guy Garvey namelijk zijn inspiratie vandaan. "We wilden iets positiefs en energieks," vertelt Garvey. "Het gaat over verliefd worden of meer specifiek, de ochtend nadat je verliefd bent geworden. Het gevoel dat je maar één zo'n dag per jaar nodig hebt om een heel jaar door te komen. Dit nummer is niet te vergelijken met de andere, bij vrijwel elk optreden stopt de band en neemt het publiek het over. Het is die overgang van band naar publiek die een groepsgevoel met zich meebrengt. Als dit nummer het zonlicht naar de mensen brengt, dan doet het zijn werk goed," aldus Garvey.
Ondanks dat de single er al was in 2008, werd deze na een heruitgave in Nederland en Vlaanderen pas populair in 2009. In Nederland haalde "One Day Like This" destijds zowel de Nederlandse Top 40 op Radio 538 als de Mega Top 50 op NPO 3FM  niet, maar komt het de single wel steeds terug in hitlijsten als de jaarlijkse NPO Radio 2 Top 2000 van de Nederlandse publieke radiozender NPO Radio 2 en de Q-top 1000 van de Nederlandse versie van de commerciële radiozender Qmusic. 
In België bereikte de single in 2009 de 19e positie in de Vlaamse Ultratop 50. In de Vlaamse Radio 2 Top 30 en Wallonië werd géén notering behaald.
In Elbow's thuisland het Verenigd Koninkrijk werd de single opnieuw populair na de afsluitingsceremonie van de Olympische Zomerspelen 2012 in Londen. De single haalde daar toen de 4e positie in de UK Singles Chart.

## NPO Radio 2 Top 2000
| Nummer met noteringen in de NPO Radio 2 Top 2000 | '11 | '12 | '13 | '14 | '15 | '16 | '17 | '18 | '19 | '20 | '21 | '22 | '23 | '24 |
| ------------------------------------------------ | --- | --- | --- | --- | --- | --- | --- | --- | --- | --- | --- | --- | --- | --- |
| One Day Like This                                | 228 | 285 | 237 | 177 | 142 | 183 | 139 | 207 | 227 | 244 | 290 | 284 | 322 | 285 |

1. ↑  Een vetgedrukt getal geeft de hoogste notering aan.
2. ↑  2011 was het eerste jaar met een notering voor dit nummer.